# Isopterygium jamaicense
Isopterygium jamaicense är en bladmossart som beskrevs av William Russell Buck 1984. Isopterygium jamaicense ingår i släktet Isopterygium och familjen Hypnaceae. Inga underarter finns listade i Catalogue of Life.